# Fiesta de la Virgen de la Asunción de Chacas
La fiesta de la Virgen de la Asunción de Chacas, también conocida como fiesta de Chacas o fiesta de Mama Ashu, es la festividad mayor del pueblo de Chacas y de la provincia de Asunción en el departamento peruano de Áncash. Declarada Patrimonio Cultural de la Nación en 2025, viene siendo celebrada desde la década de 1710 como fiesta mayor de la hoy desaparecida hacienda San José de Mushojmarca, y celebrada en Chacas desde la década de 1750. Es realizada voluntariamente por familias voluntarias y amistades.
La fiesta inicia el día 13 de agosto y culmina el 22 del mismo mes, los días festivos incluyen 5 procesiones, destacando el día 15 de agosto como día central, con una multitud de fieles llegados desde distintos puntos del país que abarrotan la plaza del pueblo. También se tienen dos tardes taurinas (sin muerte) y una carrera de cintas, la presentación de varias danzas rituales (cuatro declaradas Patrimonio Cultural de la Nación: la mozo danza, el paso huanquilla, el huaridanza y los shacshas, y se queman fuegos artificiales durante 5 noches.

## Historia

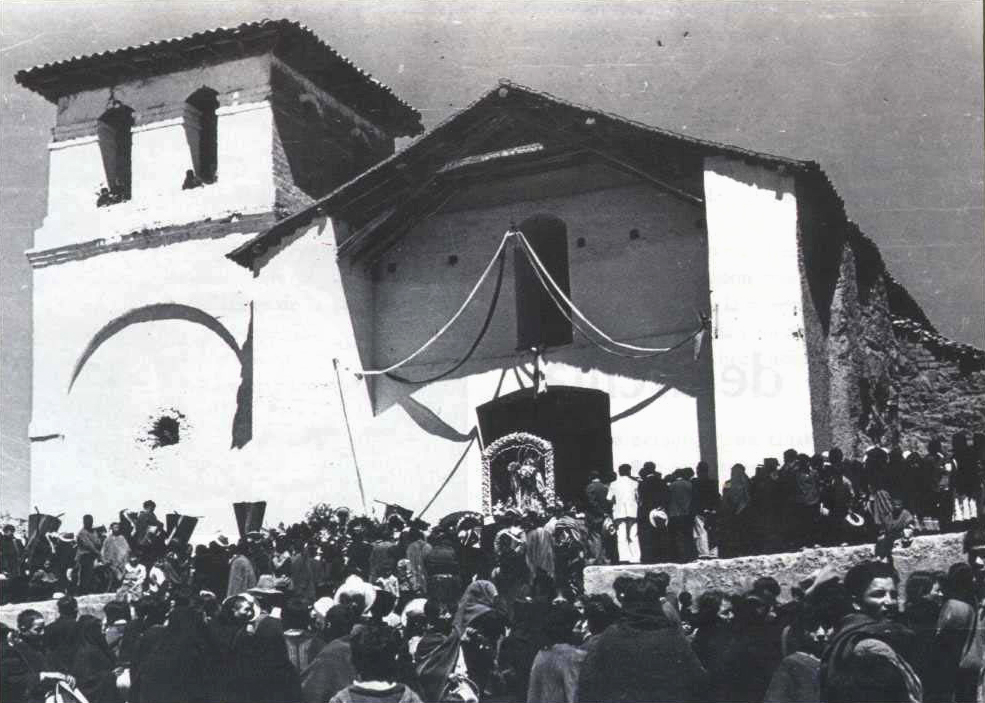
Procesión del día central en 1925.

La fiesta patronal en honor a la Virgen de la Asunción se viene realizando desde inicios del siglo XVIII, con la fundación de la hacienda San José de Mushojmarca por el capitán Juan Tafur de Córdoba, quien encargó la elaboración de la imagen de la Virgen de la Asunción, sin embargo, en su lugar se embarcó la efigie de la Virgen del Rosario que finalmente fue hospedada en la capilla de su hacienda. Los pobladores de entonces no se enteraron de las características que diferenciaban una imagen religiosa de otra, por lo que la imagen fue honrada como Mama Ashu, diminutivo de origen quechua cuyo significado es «Mamá Asunción».
El ingenio de Mushojmarca se ubicaba en el valle de Chucpin, a media hora de camino de Chacas. Pronto, los pobladores del pueblo de Chacas, que tenían a San Martín Papa como patrón, adoptaron a la virgen como nueva patrona. Tras la muerte de Tafur en 1736; sus herederos clausuraron la hacienda y encargaron la ampliación del templo de Chacas y la construcción de un retablo con cedro importado desde Nicaragua, con la finalidad de que los santos patrones del ingenio, la virgen y San José de Nazareth y el Niño Jesús, fueran trasladados al pueblo. Las obras fueron financiadas en gran parte con capital testamentario de Juan Tafur y el donativo de algunas familias acaudaladas de entonces quienes disfrutaban de un fecundo auge minero. El traslado de las imágenes se realizó en la década de 1740 y para 1770 se fundó la Santa Hermandad de la Virgen de la Asunción, conformada por fieles chacasinos encargados de las actividades litúrgicas durante la fiesta patronal de agosto.

### Cargos
Los nombres de los cargos son reminiscencia de los antiguos cargos políticos y administrativos coloniales. En esa época, solamente podían organizar la fiesta, familias y personajes ligados al poder de turno.
- Alférez de la víspera: (descontinuado) Se hacía cargo de la misa y la bajada de la virgen en la madrugada del 14 de agosto. Actualmente esta actividad la realiza el alférez central. La imagen de la virgen es descendida desde su hornacina a su anda procesional.
- Alférez del día central: Es el cargo más importante de la fiesta. Durante la colonia llevó el nombre de Alférez Real, un puesto honorario de prestigio social cuya responsabilidad era principalmente ceremonial, era el encargado de llevar el estandarte de la corona de España durante la procesión, actualmente lleva un estandarte con la imagen de la virgen.
  - Capitán de pachaka: Encargados de organizar las danzas tradicionales que acompañan las procesiones de los días 15, 16 y 17: Las danzas que se presentan son el anti, el paso huanquilla, las pallas de Corongo, Pizarro, Huari danza, negritos y negritas de Musga, yayu, patza cawallu, shakshas y Atahualpa.
- Alférez del segundo día: (descontinuado) Se hacía cargo de la misa y procesión del día 16 de agosto.
- Capitán de la carrera a las cintas
- Capitanes de la 1ª y 2ª tarde taurina
- Capitán de la octava: Se hace cargo de la misa y ascenso de la virgen a su hornacina el día 22 de agosto,

## Desarrollo de la fiesta

### La antesala

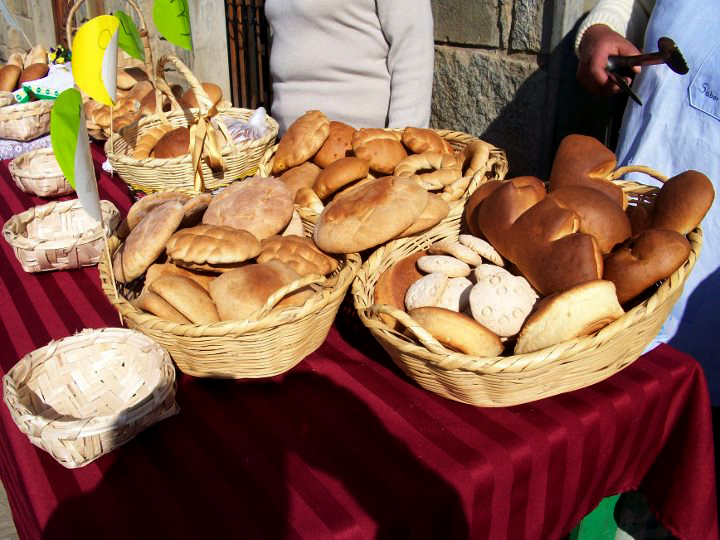
Diversos tipos de panes se elaboran para su ofrecimiento a los guellicuna

Medio año antes del inicio de la fiesta, las familias o 'capitanes' ofrecen el willay (en quechua: aviso): una canasta de panes y chicha a quienes se ofrecieron colaborarles durante la celebración. Estos colaboradores, denominados guellicuna en quechua, pueden brindar su mano de obra o donar, por ejemplo, la banda de músicos, el arco procesional, los atavíos de la virgen, fuegos artificiales o enseres varios. Gracias a esta costumbre, los gastos de la familia organizadora se reducen considerablemente, y en calidad de agradecimiento, estos ofrecen a sus guellis con otra canasta de panes, chicha y caldo el dia anterior a la celebración y un almuerzo de camaradería durante el día festivo. Esta costumbre, destacada por su espíritu de colaboración y cordialidad, se enmarca dentro de la practica cultural andina de la minka o el rantin, cuyos preceptos se basan en el apoyo recíproco.
Para las más de 10 familias encargadas de realizar la fiesta (tanto días festivos como danzas tradicionales, los preparativos inician en la primera semana de agosto, cuando se sacrifican a los animales, se amasan los primeros panes y se inicia con el preparado de la chicha de jora. La residencia de la familia organizados se diferencia de las demás por un tener plantado en su patio un palo de eucalipto de unos 10 metros en el cual se cuelgan las carnes con las cabezas de vacunos sacrificados para la ocasión. En la plaza, los comerciantes venidos desde Huaraz se instalan en las calles aledañas formando un bazar que se extiende por varias cuadras, y numerosas familias arriban en caravana desde distintos puntos de la provincia y del país, generalmente de Lima, Huaraz y Chimbote, sumando a la población local un aproximado de 10.000 personas más.

### La fiesta

#### 13 de agosto: "rompe calle"

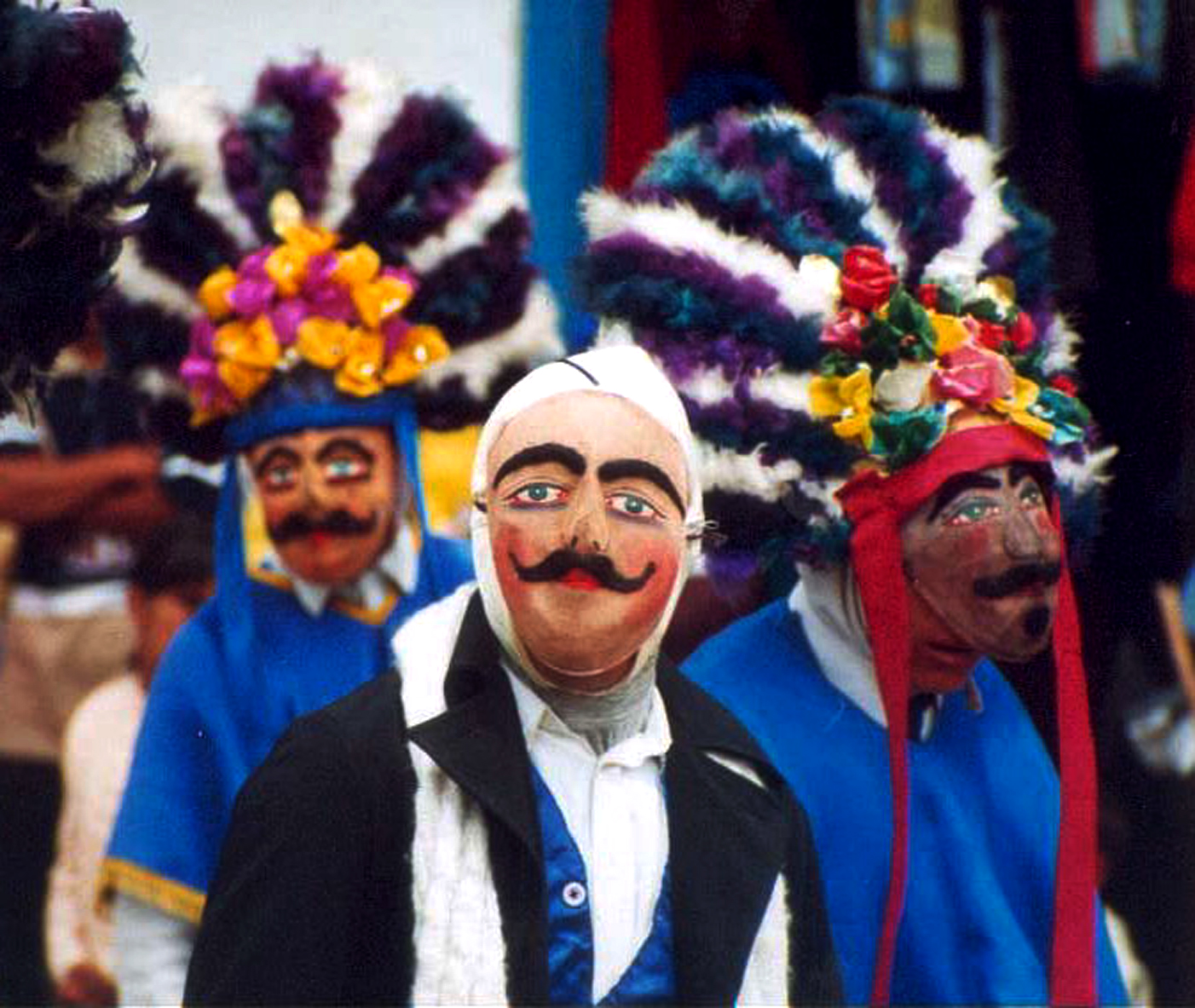
Danzantes del Paso Huanquilla

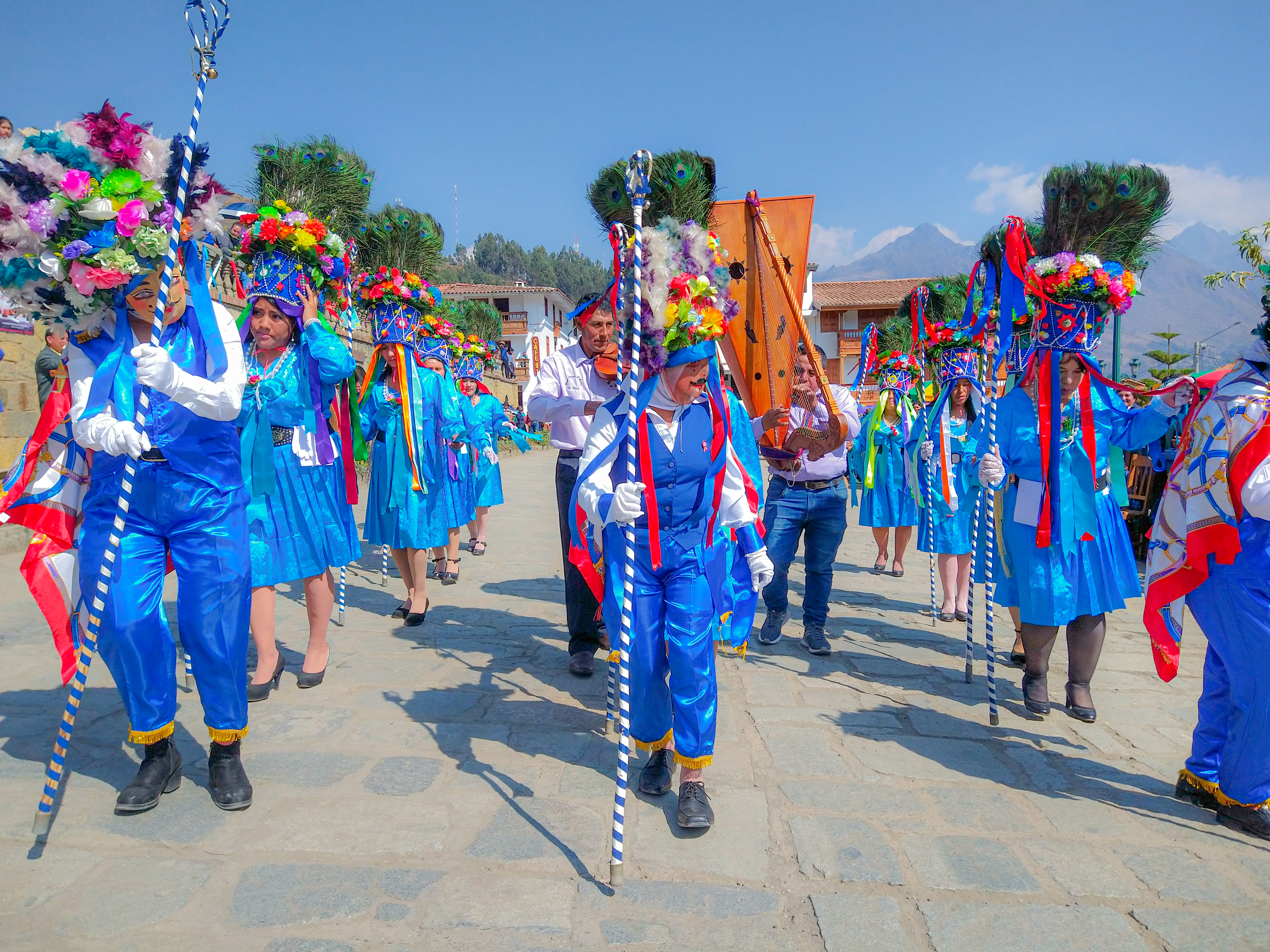
Anti runa, danza ritual de Chacas.

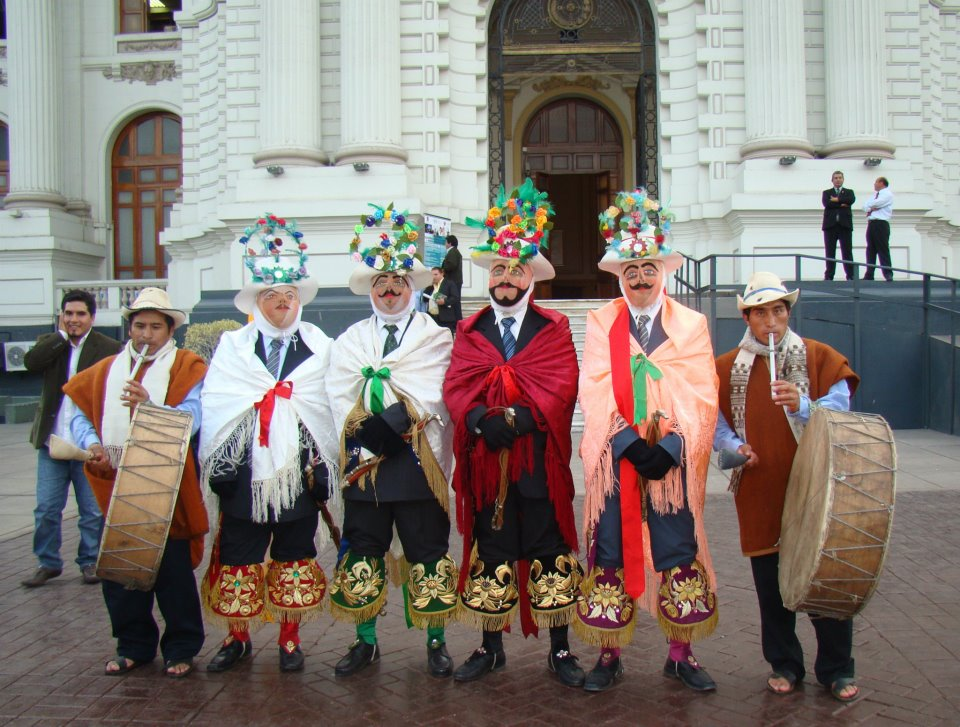
Bailarines del Huari Danza

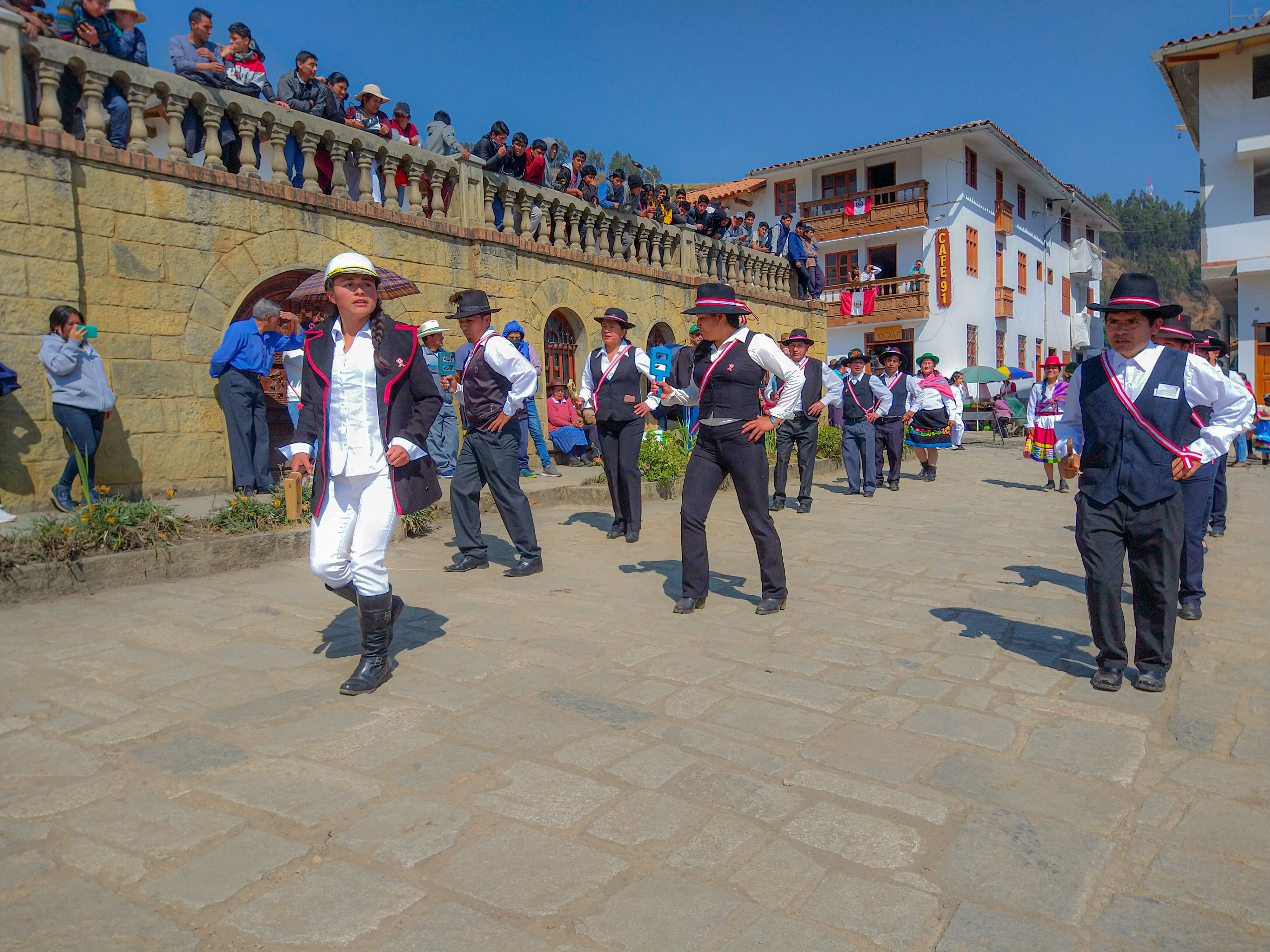
Negritos de Musga

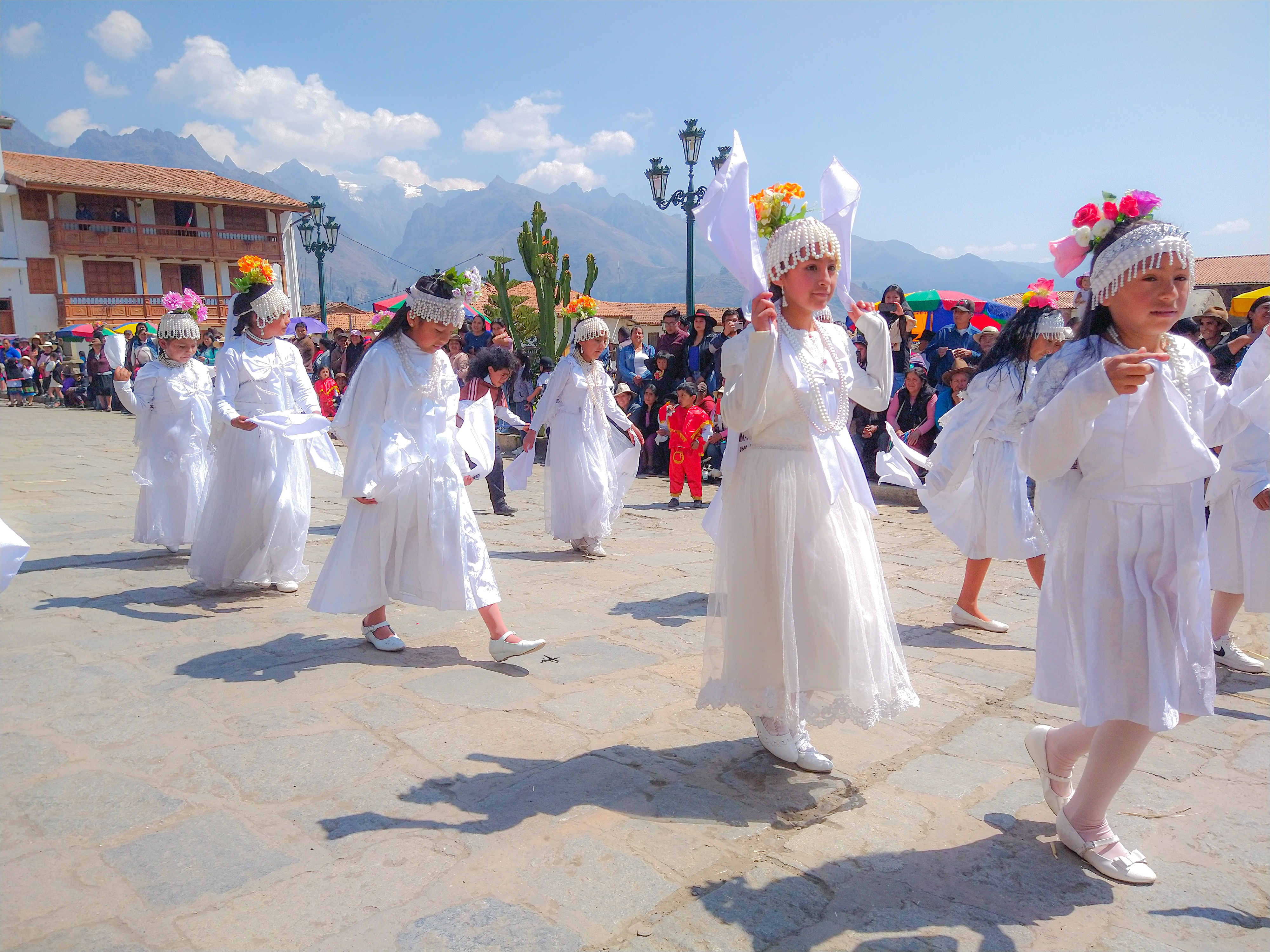
Danza Pallas

Las celebraciones inician a las 5 p. m.. con el tradicional 'rompe calle', a cargo de las pachacas o danzas tradicionales, estas anuncian formalmente el inicio de las festividades por las calles principales del pueblo durante la noche del día 13 y la madrugada del día 14. Cada danza tiene un capitán que es encargado de dar hospedaje y comida a las familias de los danzantes que lo acompañan, los capitanes se diferencian de los demás por una banda que cruza su pecho.
Las danzas que se presentan entre los días 13 y 16 son:
- Anti Runa: Originaria de Chacas, es una danza ritual conformada por 7 mujeres y 3 varones. Los danzantes varones llevan las mismas vestimentas con monterillas, máscaras y una vara con cascabeles de 2 metros de alto; las bailarinas por otra parte, muestran una gran monterilla de forma cilíndrica confeccionada de plumas de pavo real, un vestido azul, rojo o guinda, muchos collares y una vara de la longitud antes descrita, que van golpeando contra el suelo.[3]

- Yayu: Originaria de Chacas y Huari. Conformada por 6 mujeres y 3 hombres. Bailan al son de las cajas y de la flauta. Llevan monteras multicolores, máscaras de badana color-oscuro. En la mano derecha hombres y mujeres llevan el shucshu, un palo largo en cuya punta pende una canastilla llena de cascabeles de bronce

- Paso Huanquilla: Originaria de Chacas y San Luis, es una danza grupal masculina conformada por once personas: un caporal, dos guiadores y ocho bailarines que van tras los guiadores, denominados Traseros. La vestimenta del caporal se diferencia de los demás por llevar un sombrero en lugar de una monterilla de plumas y una levita o frac que en los demás solo es un chaleco de seda roja o azul.[4]

- Patza Cawallu: Originaria de San Luis, conformada por jóvenes disfrazados de jinetes que cargan una caja adornada con ponchos y que se asemeja a un caballo. Estos cantan letras jocosas en quechua dedicadas a las jóvenes mozas que les acompañan durante el recorrido.

- Negritas de Musga: Originaria del poblado de Musga, en la provincia de Mariscal Luzuriaga.
- Huari Danza: Danza ritual de origen mestizo andino-español originaria del Distrito de Huari.
- Sargento de Vicos: Originaria de Vicos, en el Callejón de Huaylas.
- Shacsha: Originaria de Yungay, en el Callejón de Huaylas, presentada por los jóvenes del turno noche del colegio Amauta Atusparia.

- Atahualpa: Esta danza es una representación teatral de la fiesta del inti raymi en Cuzco. Organizada por los alumnos del quinto año del colegio Amauta Atusparia desde el año 1995. Se conforma por dos filas de 10 mujeres y 10 hombres. Bailan al son de las cajas y flautas. Llevan monteras multicolores y en la mano derecha un escudo.[5]

#### 14 de agosto: bajada de la virgen
En la madrugada del día 14, se realiza la solemne bajada de la virgen desde el retablo al anda procesional mientras se celebra la primera misa. Durante este ritual, se bendicen las chalinas y llikllas de las personas asistentes frotando las prendas mencionadas en la frente y hombros de la virgen. Durante la noche se queman fuegos artificiales amenizados por una banda de músicos. Antiguamente, este día tuvo un alférez, denominado Alférez de la Víspera, encargado de organizar la bajada con una misa casi privada a la que solo asistían los vecinos notables del pueblo.

#### 15 de agosto: día central
El 15 es el día festivo más importante de la romería. Se oficia la misa central y la procesión de la virgen, seguida por una multitud de fieles que abarrota la plaza mayor acompañada por todas la danzas o pachakas. Es organizada por el alférez (familia organizadora del día central), quienes luego invitan a un almuerzo popular en su residencia. Al anochecer se queman fuegos artificiales para anunciar el aniversario del Colegio Nacional Amauta Atusparia.

#### 16 de agosto: aniversario del Colegio Amauta Atusparia
Hasta hace unos 60 años, este día también tenía un alférez, al que se le llamaba warantin alferis, quien también se encargaba de la procesión y el almuerzo popular en su residencia, este día de celebración era menos importante que el anterior, motivo por el cual su práctica se fue perdiendo. Actualmente, durante el día 16, la virgen no sale de procesión, mientras que las danzas acuden a adorarla al templo. Por otra parte, en el barrio de San Martín, se lleva a cabo la celebración del aniversario del colegio Amauta Atusparia con programación que incluye danzas y teatro a cargo de sus alumnos.

#### 17 de agosto: Carrera de cintas a caballo

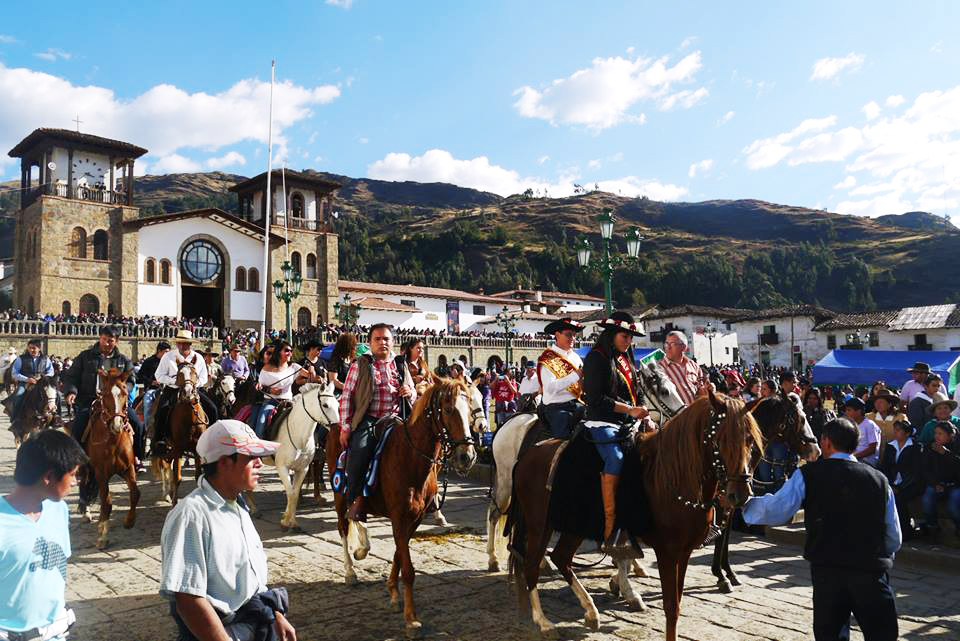
Jinetes asuncenos recorriendo las principales calles para el recojo de las cintas.

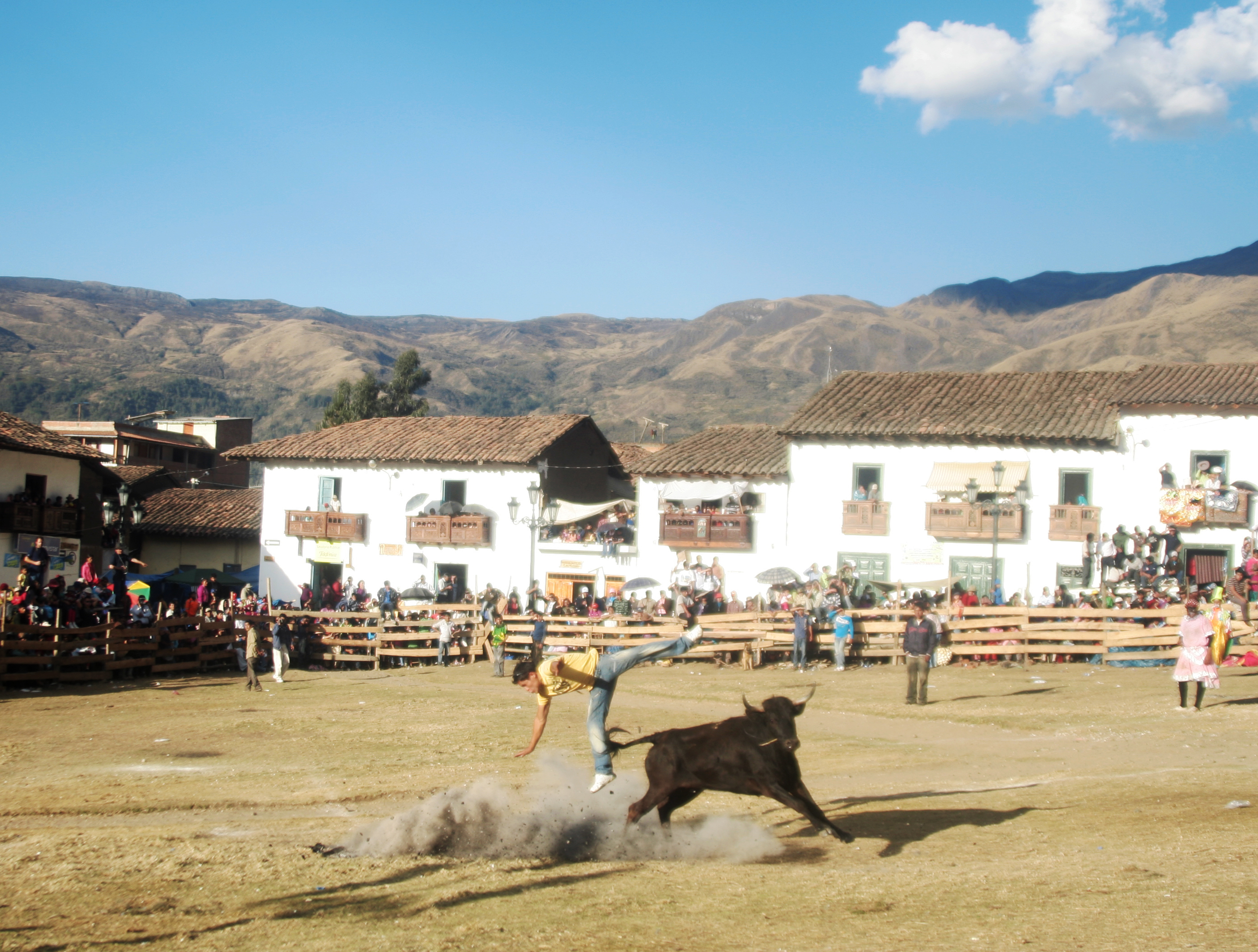
Tarde taurina.

El día 17, se celebra la procesión de la virgen y en la tarde se da inicio a la carrera de cintas a caballo, donde los jinetes asuncenos y visitantes se baten en competencia de galope para lograr insertar una pica en la argolla de la cinta que lleva el nombre de una señorita de la provincia.

#### 18 y 19 de agosto: Tardes taurinas
Luego de celebradas sus respectivas vísperas con fuegos artificiales y las procesiones durante la mañana, se dan inicio a las tardes taurinas que se celebran en la Plaza Mayor con toros traídos desde las ganaderías comunales de Juitush y Wichganga. También participan ganaderías de toros de lidia de familias chacasinas, tales como San Sebastián de Chacas ubicada en Huaraz y la ganadería La Única de Chacas con hatos en Lima y Chacas.
Estas corridas de toros se caracterizan por no darle muerte al animal, siendo más bien solo un espectáculo de audacia y rapidez de los jóvenes y toreros bufos que se lanzan a la plaza con el fin de quitarle el moño (adorno en forma de flor) que lleva el toro entre las astas.
Al igual que la carrera a las cintas, esta celebración viene realizándose en la plaza de armas desde la fundación de Chacas. Se tienen registros de la única vez que se lidió a los toros en otro lugar (el atrio de la iglesia, actualmente el taller Don Bosco) fue durante la reconstrucción del palacio municipal en el año 1932.
Tercera tarde taurina
La tercera corrida de toros se realizó entre 1990 y 1996, era organizada por las comunidades campesinas ganaderas de Chacas.

#### 22 de agosto: Ascenso de la virgen
Se realiza la última procesión que culmina con una misa y la Ascensión de la Virgen al retablo hasta el próximo año. A diferencia de las demás procesiones, esta se caracteriza por la poca concurrencia de gente, participando solo en ella, la población urbana de Chacas, ya que muchos de los visitantes retornan a sus hogares el día 19 luego de la última corrida de toros.

## La fiesta de Chacas en otros lugares
- Huaraz. Rezos entre los días 12 y 14. Procesión el día 15.
- Ancón, Lima. La primera generación de migrantes chacasinos se asentó en el distrito de Ancón durante la década de 1970, fundando el Club Social Asunción Chacas. Se celebran misas y procesiones durante los días 14, 15 y 16 de agosto. Hoy en día la virgen es considerada la segunda patrona de Ancón, luego de su santo fundacional San Pedro.
- Puente Piedra, Lima. Organizada por la Asociación Centro Representativo Chacas. Se celebra el día 25 de agosto con una misa y procesión.
- San Juan de Lurigancho, Lima.
- Madrid, España.
- La Plata, Argentina.